# أندريه سلفادور
أندريه سلفادور (1 يناير 1992 ببورتيماو في البرتغال - ) هو لاعب كرة قدم برتغالي في مركز الوسط. لعب مع C.D.R. Quarteirense ‏ ونادي بورتيمونينسي وMerelinense F.C. ‏.

## وصلات خارجية
- أندريه سلفادور على موقع قاعدة بيانات كرة القدم.إي يو (الإنجليزية)
- أندريه سلفادور على موقع Soccerway.com (الإنجليزية)